# Luis Alberto Vera
Luis Vera, vollständiger Name: Luis Alberto Vera Díaz, (* 1. November 1943 in Artigas) ist ein ehemaliger uruguayischer Fußballspieler.

## Verein
Offensivakteur Vera spielte 1967 für Centro Atlético Fénix in Uruguay. Im selben Jahr schloss er sich dann dem argentinischen Club Atlético Huracán an, für den er auch im Folgejahr aktiv war. In seiner Zugehörigkeit zum Verein bestritt er insgesamt 42 Partien und schoss neun Tore. In den Jahren 1969 bis 1971 stand er dann ebenfalls in Argentinien in Reihen des CA Los Andes.

## Nationalmannschaft
Vera war auch Mitglied der A-Nationalmannschaft Uruguays, für die er zwischen dem 4. Januar 1967 und dem 2. Februar 1967 sechs Länderspiele absolvierte. Ein Länderspieltor erzielte er nicht. Vera gehörte zum Aufgebot Uruguays bei der Südamerikameisterschaft 1967, die die Celeste zu ihren Gunsten entschied.

## Erfolge
- Südamerikameister: 1967